# Golden Globe-díj a legjobb filmdrámának
A legjobb filmdrámának járó Golden Globe-díjat 1944 óta ítéli oda évente a Hollywoodi Külföldi Tudósítók Szövetsége (HFPA) az előző évben mozikban vagy online platformon, illetve valamely televíziós csatornán főműsoridőben bemutatott amerikai vagy nemzetközi nagyjátékfilmek közül titkos szavazással kiválasztott alkotásnak.
A Golden Globe-díjra való jogosultsági időszak a naptári évnek felel meg (január 1-től december 31-ig).
A díjátadó ünnepségre minden év elején (általában januárban) kerül sor.
Ezt a díjat a film producerei kapják. 
A díj alapításakor eredetileg egyetlen kategória létezett legjobb film (Best Picture) elnevezéssel. A 9. Golden Globe-gálától kezdődően a legjobb film kategóriát szétválasztották dráma, illetve musical vagy vígjáték kategóriákra. Azóta csupán egyetlen alkalommal, 1954-ben egyesítették a két kategóriát.
A 13. díjátadón (1956) egyetlen alkalommal osztottak díjat a legjobb szabadtéri filmdráma (Best Motion Picture - Outdoor Drama) kategóriában is, melyet Jacques Tourneur Wichita című westernfilmje nyert (producer: Walter Mirisch). Külön kategória híján az alkotás e kategóriában lett feltüntetve.

## Díjazottak és jelöltek
| „Győztes” – félkövérrel szedve, sárga háttérrel |

### 1940-es évek
| Év             | Magyar cím             | Eredeti cím                      | Rendező        | Producer(ek)     |
| -------------- | ---------------------- | -------------------------------- | -------------- | ---------------- |
| 1943 (1. gála) | Bernadette             | The Song of Bernadette           | Henry King     | William Perlberg |
| 1944 (2. gála) | A magam útját járom    | Going My Way                     | Leo McCarey    | Leo McCarey      |
| 1945 (3. gála) | Férfiszenvedély        | The Lost Weekend                 | Billy Wilder   | Charles Brackett |
| 1946 (4. gála) | Életünk legszebb évei  | The Best Years of Our Lives      | William Wyler  | Samuel Goldwyn   |
| 1947 (5. gála) | Úri becsületszó        | Gentleman's Agreement            | Elia Kazan     | Darryl F. Zanuck |
| 1948 (6. gála) | Johnny Belinda         | Johnny Belinda                   | Jean Negulesco | Jerry Wald       |
| 1948 (6. gála) | A Sierra Madre kincse  | The Treasure of the Sierra Madre | John Huston    | Henry Blanke     |
| 1949 (7. gála) | A király összes embere | All the King's Men               | Robert Rossen  | Robert Rossen    |
| 1949 (7. gála) | A nővérek vakmerőek    | Come to the Stable               | Henry Koster   | Samuel G. Engel  |

### 1950-es évek
| Év              | Magyar cím                       | Eredeti cím                  | Rendező              | Producer(ek)        |
| --------------- | -------------------------------- | ---------------------------- | -------------------- | ------------------- |
| 1950 (8. gála)  | Alkony sugárút                   | Sunset Boulevard             | Billy Wilder         | Charles Brackett    |
| 1950 (8. gála)  | Barátom, Harvey                  | Harvey                       | Henry Koster         | John Beck           |
| 1950 (8. gála)  | Cyrano de Bergerac               | Cyrano de Bergerac           | Michael Gordon       | Stanley Kramer      |
| 1950 (8. gála)  | Mindent Éváról                   | All About Eve                | Joseph L. Mankiewicz | Darryl F. Zanuck    |
| 1950 (8. gála)  | Tegnap született                 | Born Yesterday               | George Cukor         | S. Sylvan Simon     |
| 1951 (9. gála)  | Egy hely a nap alatt             | A Place in the Sun           | George Stevens       | George Stevens      |
| 1951 (9. gála)  | A vágy villamosa                 | A Streetcar Named Desire     | Elia Kazan           | Charles K. Feldman  |
| 1951 (9. gála)  | –––                              | Bright Victory               | Mark Robson          | Robert Buckner      |
| 1951 (9. gála)  | Detektívtörténet                 | Detective Story              | William Wyler        | William Wyler       |
| 1951 (9. gála)  | Quo Vadis?                       | Quo Vadis?                   | Mervyn LeRoy         | Sam Zimbalist       |
| 1952 (10. gála) | A földkerekség legnagyobb showja | The Greatest Show on Earth   | Cecil B. DeMille     | Cecil B. DeMille    |
| 1952 (10. gála) | Délidő                           | High Noon                    | Fred Zinnemann       | Stanley Kramer      |
| 1952 (10. gála) | Térj vissza, kicsi Sheba!        | Come Back, Little Sheba      | Daniel Mann          | Hal B. Wallis       |
| 1952 (10. gála) | –––                              | The Happy Time               | Richard Fleischer    | Earl Fenton         |
| 1952 (10. gála) | –––                              | The Thief                    | Russell Rouse        | Clarence Greene     |
| 1953 (11. gála) | A palást                         | The Robe                     | Henry Koster         | Frank Ross          |
| 1954 (12. gála) | A rakparton                      | On the Waterfront            | Elia Kazan           | Sam Spiegel         |
| 1955 (13. gála) | Édentől keletre                  | East of Eden                 | Elia Kazan           | Elia Kazan          |
| 1955 (13. gála) | –––                              | Wichita                      | Jacques Tourneur     | Walter Mirisch      |
| 1956 (14. gála) | 80 nap alatt a Föld körül        | Around the World in 80 Days  | Michael Anderson     | Kevin McClory       |
| 1956 (14. gála) | A nap szerelmese                 | Lust for Life                | Vincente Minnelli    | John Houseman       |
| 1956 (14. gála) | Az esőcsináló                    | The Rainmaker                | Joseph Anthony       | Hal B. Wallis       |
| 1956 (14. gála) | Háború és béke                   | War and Peace                | King Vidor           | Dino De Laurentiis  |
| 1956 (14. gála) | Óriás                            | Giant                        | George Stevens       | Henry Ginsberg      |
| 1957 (15. gála) | Híd a Kwai folyón                | The Bridge on the River Kwai | David Lean           | Sam Spiegel         |
| 1957 (15. gála) | A vád tanúja                     | Witness for the Prosecution  | Billy Wilder         | Arthur Hornblow Jr. |
| 1957 (15. gála) | Szajonara                        | Sayonara                     | Joshua Logan         | William Goetz       |
| 1957 (15. gála) | Tizenkét dühös ember             | 12 Angry Men                 | Sidney Lumet         | Henry Fonda         |
| 1957 (15. gála) | Vadul fúj a szél                 | Wild Is the Wind             | George Cukor         | Hal B. Wallis       |
| 1958 (16. gála) | A megbilincseltek                | The Defiant Ones             | Stanley Kramer       | Stanley Kramer      |
| 1958 (16. gála) | Élni akarok!                     | I Want to Live!              | Robert Wise          | Claude Miller       |
| 1958 (16. gála) | Külön asztalok                   | Separate Tables              | Delbert Mann         | Harold Hecht        |
| 1958 (16. gála) | Macska a forró bádogtetőn        | Cat on a Hot Tin Roof        | Richard Brooks       | Lawrence Weingarten |
| 1958 (16. gála) | Sötétedés előtt                  | Home Before Dark             | Mervyn LeRoy         | Mervyn LeRoy        |
| 1959 (17. gála) | Ben-Hur                          | Ben-Hur                      | William Wyler        | Sam Zimbalist       |
| 1959 (17. gála) | Anna Frank naplója               | The Diary of Anne Frank      | George Stevens       | George Stevens      |
| 1959 (17. gála) | Az utolsó part                   | On the Beach                 | Stanley Kramer       | Stanley Kramer      |
| 1959 (17. gála) | Egy apáca története              | The Nun’s Story              | Fred Zinnemann       | Henry Blanke        |
| 1959 (17. gála) | Egy gyilkosság anatómiája        | Anatomy of a Murder          | Otto Preminger       | Otto Preminger      |

### 1960-as évek
| Év              | Magyar cím                         | Eredeti cím                           | Rendező              | Producer(ek)        |
| --------------- | ---------------------------------- | ------------------------------------- | -------------------- | ------------------- |
| 1960 (18. gála) | Spartacus                          | Spartacus                             | Stanley Kubrick      | Kirk Douglas        |
| 1960 (18. gála) | Aki szelet vet                     | Inherit the Wind                      | Stanley Kramer       | Stanley Kramer      |
| 1960 (18. gála) | Elmer Gantry                       | Elmer Gantry                          | Richard Brooks       | Bernard Smith       |
| 1960 (18. gála) | Fiúk és szeretők                   | Sons and Lovers                       | Jack Cardiff         | Jerry Wald          |
| 1960 (18. gála) | Napfelkelte Campobellóban          | Sunrise at Campobello                 | Vincent J. Donehue   | Dore Schary         |
| 1961 (19. gála) | Navarone ágyúi                     | The Guns of Navarone                  | J. Lee Thompson      | Carl Foreman        |
| 1961 (19. gála) | El Cid                             | El Cid                                | Anthony Mann         | Samuel Bronston     |
| 1961 (19. gála) | Fanny                              | Fanny                                 | Joshua Logan         | Ben Kadish          |
| 1961 (19. gála) | Ítélet Nürnbergben                 | Judgment at Nuremberg                 | Stanley Kramer       | Stanley Kramer      |
| 1961 (19. gála) | Ragyogás a fűben                   | Splendor in the Grass                 | Elia Kazan           | Elia Kazan          |
| 1962 (20. gála) | Arábiai Lawrence                   | Lawrence of Arabia                    | David Lean           | Sam Spiegel         |
| 1962 (20. gála) | A csodatevő                        | The Miracle Worker                    | Arthur Penn          | Fred Coe            |
| 1962 (20. gála) | A leghosszabb nap                  | The Longest Day                       | Ken Annakin          | Darryl F. Zanuck    |
| 1962 (20. gála) | Freud: a titkos szenvedély         | Freud: The Secret Passion             | John Huston          | Wolfgang Reinhardt  |
| 1962 (20. gála) | –––                                | Hemingway's Adventures of a Young Man | Martin Ritt          | Jerry Wald          |
| 1962 (20. gála) | Lázadás a Bountyn                  | Mutiny on the Bounty                  | Lewis Milestone      | Aaron Rosenberg     |
| 1962 (20. gála) | Míg tart a bor és friss a rózsa    | Days of Wine and Roses                | Blake Edwards        | Martin Manulis      |
| 1962 (20. gála) | Ne bántsátok a feketerigót!        | To Kill a Mockingbird                 | Robert Mulligan      | Alan J. Pakula      |
| 1962 (20. gála) | –––                                | The Chapman Report                    | George Cukor         | Darryl F. Zanuck    |
| 1962 (20. gála) | –––                                | The Inspector (Lisa)                  | Philip Dunne         | Mark Robson         |
| 1963 (21. gála) | A kardinális                       | The Cardinal                          | Otto Preminger       | Martin C. Schute    |
| 1963 (21. gála) | Amerika, Amerika                   | America America                       | Elia Kazan           | Elia Kazan          |
| 1963 (21. gála) | A nagy szökés                      | The Great Escape                      | John Sturges         | John Sturges        |
| 1963 (21. gála) | –––                                | Captain Newman, M.D.                  | David Miller         | Robert Arthur       |
| 1963 (21. gála) | Kleopátra                          | Cleopatra                             | Joseph L. Mankiewicz | Walter Wanger       |
| 1963 (21. gála) | –––                                | The Caretakers                        | Hall Bartlett        | Hall Bartlett       |
| 1963 (21. gála) | Hud                                | Hud                                   | Martin Ritt          | Irving Ravetch      |
| 1963 (21. gála) | Nézzétek a mező liliomait          | Lilies of the Field                   | Ralph Nelson         | Ralph Nelson        |
| 1964 (22. gála) | Becket                             | Becket                                | Peter Glenville      | Hal B. Wallis       |
| 1964 (22. gála) | A krétakert                        | The Chalk Garden                      | Ronald Neame         | Ross Hunter         |
| 1964 (22. gála) | Az iguána éjszakája                | The Night of the Iguana               | John Huston          | John Huston         |
| 1964 (22. gála) | –––                                | Dear Heart                            | Delbert Mann         | Martin Manulis      |
| 1964 (22. gála) | Zorba, a görög                     | Zorba the Greek                       | Mihálisz Kakojánisz  | Mihálisz Kakojánisz |
| 1965 (23. gála) | Doktor Zsivágó                     | Doctor Zhivago                        | David Lean           | Carlo Ponti         |
| 1965 (23. gála) | A Főnix felrepül                   | The Flight of the Phoenix             | Robert Aldrich       | Robert Aldrich      |
| 1965 (23. gála) | A lepkegyűjtő                      | The Collector                         | William Wyler        | Jud Kinberg         |
| 1965 (23. gála) | Bolondok hajója                    | Ship of Fools                         | Stanley Kramer       | Stanley Kramer      |
| 1965 (23. gála) | Fekete-fehér                       | A Patch of Blue                       | Guy Green            | Guy Green           |
| 1966 (24. gála) | Egy ember az örökkévalóságnak      | A Man for All Seasons                 | Fred Zinnemann       | Fred Zinnemann      |
| 1966 (24. gála) | Elza, a vadon szülötte             | Born Free                             | James H. Hill        | Sam Jaffe           |
| 1966 (24. gála) | Homokkavicsok                      | The Sand Pebbles                      | Robert Wise          | Robert Wise         |
| 1966 (24. gála) | Nem félünk a farkastól             | Who's Afraid of Virginia Woolf?       | Mike Nichols         | Ernest Lehman       |
| 1966 (24. gála) | Szerencsevadászok                  | The Professionals                     | Richard Brooks       | Richard Brooks      |
| 1967 (25. gála) | Forró éjszakában                   | In the Heat of the Night              | Norman Jewison       | Walter Mirisch      |
| 1967 (25. gála) | Bonnie és Clyde                    | Bonnie and Clyde                      | Arthur Penn          | Warren Beatty       |
| 1967 (25. gála) | Hidegvérrel                        | In Cold Blood                         | Richard Brooks       | Richard Brooks      |
| 1967 (25. gála) | Találd ki, ki jön vacsorára!       | Guess Who's Coming to Dinner          | Stanley Kramer       | George Glass        |
| 1967 (25. gála) | Távol a tébolyult tömegtől         | Far from the Madding Crowd            | John Schlesinger     | Joseph Janni        |
| 1968 (26. gála) | Az oroszlán télen                  | The Lion in Winter                    | Anthony Harvey       | Martin Poll         |
| 1968 (26. gála) | A halász cipője                    | The Shoes of the Fisherman            | Michael Anderson     | George Englund      |
| 1968 (26. gála) | Az ezermester                      | The Fixer                             | John Frankenheimer   | Edward Lewis        |
| 1968 (26. gála) | Charly – Virágot Algernonnak       | Charly                                | Ralph Nelson         | Ralph Nelson        |
| 1968 (26. gála) | Magányos vadász a szív             | The Heart Is a Lonely Hunter          | Robert Ellis Miller  | Joel Freeman        |
| 1969 (27. gála) | Anna ezer napja                    | Anne of the Thousand Days             | Charles Jarrott      | Hal B. Wallis       |
| 1969 (27. gála) | A lovakat lelövik, ugye?           | They Shoot Horses, Don't They?        | Sydney Pollack       | Robert Chartoff     |
| 1969 (27. gála) | Butch Cassidy és a Sundance kölyök | Butch Cassidy and the Sundance Kid    | George Roy Hill      | John Foreman        |
| 1969 (27. gála) | Éjféli cowboy                      | Midnight Cowboy                       | John Schlesinger     | Jerome Hellman      |
| 1969 (27. gála) | Miss Jean Brodie virágzása         | The Prime of Miss Jean Brodie         | Ronald Neame         | James Cresson       |

### 1970-es évek
| Év              | Magyar cím                         | Eredeti cím                        | Rendező               | Producer(ek)         |
| --------------- | ---------------------------------- | ---------------------------------- | --------------------- | -------------------- |
| 1970 (28. gála) | Love Story                         | Love Story                         | Arthur Hiller         | Howard G. Minsky     |
| 1970 (28. gála) | Airport                            | Airport                            | George Seaton         | Ross Hunter          |
| 1970 (28. gála) | A tábornok                         | Patton                             | Franklin J. Schaffner | Frank Caffey         |
| 1970 (28. gála) | Öt könnyű darab                    | Five Easy Pieces                   | Bob Rafelson          | Robert Daley         |
| 1970 (28. gála) | Sohasem énekeltem az apámnak       | I Never Sang for My Father         | Gilbert Cates         | Gilbert Cates        |
| 1971 (29. gála) | Francia kapcsolat                  | The French Connection              | William Friedkin      | Philip D'Antoni      |
| 1971 (29. gála) | Mechanikus narancs                 | A Clockwork Orange                 | Stanley Kubrick       | Si Litvinoff         |
| 1971 (29. gála) | Az utolsó mozielőadás              | The Last Picture Show              | Peter Bogdanovich     | Stephen J. Friedman  |
| 1971 (29. gála) | Mária, a skótok királynője         | Mary, Queen of Scots               | Charles Jarrott       | Hal B. Wallis        |
| 1971 (29. gála) | Kamaszkorom legszebb nyara         | Summer of ‘42                      | Robert Mulligan       | Richard A. Roth      |
| 1972 (30. gála) | A Keresztapa                       | The Godfather                      | Francis Ford Coppola  | Albert S. Ruddy      |
| 1972 (30. gála) | A mesterdetektív                   | Sleuth                             | Joseph L. Mankiewicz  | Morton Gottlieb      |
| 1972 (30. gála) | A Poszeidon katasztrófa            | The Poseidon Adventure             | Ronald Neame          | Irwin Allen          |
| 1972 (30. gála) | Gyilkos túra                       | Deliverance                        | John Boorman          | John Boorman         |
| 1972 (30. gála) | Téboly                             | Frenzy                             | Alfred Hitchcock      | William Hill         |
| 1973 (31. gála) | Az ördögűző                        | The Exorcist                       | William Friedkin      | William Peter Blatty |
| 1973 (31. gála) | A Sakál napja                      | The Day of the Jackal              | Fred Zinnemann        | John Woolf           |
| 1973 (31. gála) | Kimenő éjfélig                     | Cinderella Liberty                 | Mark Rydell           | Mark Rydell          |
| 1973 (31. gála) | Mentsd meg a tigrist!              | Save the Tiger                     | John G. Avildsen      | Edward S. Feldman    |
| 1973 (31. gála) | Serpico                            | Serpico                            | Sidney Lumet          | Dino De Laurentiis   |
| 1973 (31. gála) | Utolsó tangó Párizsban             | Last Tango in Paris                | Bernardo Bertolucci   | Alberto Grimaldi     |
| 1974 (32. gála) | Kínai negyed                       | Chinatown                          | Roman Polański        | Robert Evans         |
| 1974 (32. gála) | A Keresztapa II.                   | The Godfather Part II              | Francis Ford Coppola  | Francis Ford Coppola |
| 1974 (32. gála) | Egy hatás alatt álló nő            | A Woman Under the Influence        | John Cassavetes       | Sam Shaw             |
| 1974 (32. gála) | Földrengés                         | Earthquake                         | Mark Robson           | Mark Robson          |
| 1974 (32. gála) | Magánbeszélgetés                   | The Conversation                   | Francis Ford Coppola  | Francis Ford Coppola |
| 1975 (33. gála) | Száll a kakukk fészkére            | One Flew Over the Cuckoo's Nest    | Miloš Forman          | Michael Douglas      |
| 1975 (33. gála) | A cápa                             | Jaws                               | Steven Spielberg      | David Brown          |
| 1975 (33. gála) | Barry Lyndon                       | Barry Lyndon                       | Stanley Kubrick       | Stanley Kubrick      |
| 1975 (33. gála) | Kánikulai délután                  | Dog Day Afternoon                  | Sidney Lumet          | Martin Bregman       |
| 1975 (33. gála) | Nashville                          | Nashville                          | Robert Altman         | Robert Altman        |
| 1976 (34. gála) | Rocky                              | Rocky                              | John G. Avildsen      | Robert Chartoff      |
| 1976 (34. gála) | Az elnök emberei                   | All the President's Men            | Alan J. Pakula        | Walter Coblenz       |
| 1976 (34. gála) | Dicsőségre ítélve                  | Bound for Glory                    | Hal Ashby             | Robert Blumofe       |
| 1976 (34. gála) | Elátkozottak utazása               | Voyage of the Damned               | Stuart Rosenberg      | Robert Fryer         |
| 1976 (34. gála) | Hálózat                            | Network                            | Sidney Lumet          | Howard Gottfried     |
| 1977 (35. gála) | Fordulópont                        | The Turning Point                  | Herbert Ross          | Arthur Laurents      |
| 1977 (35. gála) | Harmadik típusú találkozások       | Close Encounters of the Third Kind | Steven Spielberg      | Julia Phillips       |
| 1977 (35. gála) | –––                                | I Never Promised You a Rose Garden | Anthony Page          | Daniel H. Blatt      |
| 1977 (35. gála) | Jülia                              | Julia                              | Fred Zinnemann        | Richard A. Roth      |
| 1977 (35. gála) | Star Wars IV. rész – Egy új remény | Star Wars                          | George Lucas          | Gary Kurtz           |
| 1978 (36. gála) | Éjféli expressz                    | Midnight Express                   | Alan Parker           | Alan Marshall        |
| 1978 (36. gála) | A szarvasvadász                    | The Deer Hunter                    | Michael Cimino        | Barry Spikings       |
| 1978 (36. gála) | Asszony férj nélkül                | An Unmarried Woman                 | Paul Mazursky         | Paul Mazursky        |
| 1978 (36. gála) | Hazatérés                          | Coming Home                        | Hal Ashby             | Robert C. Jones      |
| 1978 (36. gála) | Mennyei napok                      | Days of Heaven                     | Terrence Malick       | Bert Schneider       |
| 1979 (37. gála) | Kramer kontra Kramer               | Kramer vs. Kramer                  | Robert Benton         | Stanley R. Jaffe     |
| 1979 (37. gála) | Apokalipszis most                  | Apocalypse Now                     | Francis Ford Coppola  | Francis Ford Coppola |
| 1979 (37. gála) | Kína-szindróma                     | The China Syndrome                 | James Bridges         | Michael Douglas      |
| 1979 (37. gála) | Manhattan                          | Manhattan                          | Woody Allen           | Charles H. Joffe     |
| 1979 (37. gála) | Norma Rae                          | Norma Rae                          | Martin Ritt           | Alexandra Rose       |

### 1980-as évek
| Év              | Magyar cím                       | Eredeti cím                       | Rendező               | Producer(ek)         |
| --------------- | -------------------------------- | --------------------------------- | --------------------- | -------------------- |
| 1980 (38. gála) | Átlagemberek                     | Ordinary People                   | Robert Redford        | Ronald L. Schwary    |
| 1980 (38. gála) | A kaszkadőr                      | The Stunt Man                     | Richard Rush          | Richard Rush         |
| 1980 (38. gála) | A kilencedik alakzat             | The Ninth Configuration           | William Peter Blatty  | William Peter Blatty |
| 1980 (38. gála) | Az elefántember                  | The Elephant Man                  | David Lynch           | Jonathan Sanger      |
| 1980 (38. gála) | Dühöngő bika                     | Raging Bull                       | Martin Scorsese       | Robert Chartoff      |
| 1981 (39. gála) | Az aranytó                       | On Golden Pond                    | Mark Rydell           | Bruce Gilbert        |
| 1981 (39. gála) | A francia hadnagy szeretője      | The French Lieutenant's Woman     | Karel Reisz           | Leon Clore           |
| 1981 (39. gála) | A város hercege                  | Prince of the City                | Sidney Lumet          | Sidney Lumet         |
| 1981 (39. gála) | Ragtime                          | Ragtime                           | Miloš Forman          | Dino De Laurentiis   |
| 1981 (39. gála) | Vörösök                          | Reds                              | Warren Beatty         | Warren Beatty        |
| 1982 (40. gála) | E. T., a földönkívüli            | E.T. the Extra-Terrestrial        | Steven Spielberg      | Steven Spielberg     |
| 1982 (40. gála) | Az ítélet                        | The Verdict                       | Sidney Lumet          | David Brown          |
| 1982 (40. gála) | Eltűntnek nyilvánítva            | Missing                           | Costa-Gavras          | Edward Lewis         |
| 1982 (40. gála) | Garni-zóna                       | An Officer and a Gentleman        | Taylor Hackford       | Martin Elfand        |
| 1982 (40. gála) | Sophie választása                | Sophie's Choice                   | Alan J. Pakula        | Alan J. Pakula       |
| 1983 (41. gála) | Becéző szavak                    | Terms of Endearment               | James L. Brooks       | James L. Brooks      |
| 1983 (41. gála) | Az igazak                        | The Right Stuff                   | Philip Kaufman        | Irwin Winkler        |
| 1983 (41. gála) | Az Úr kegyelméből                | Tender Mercies                    | Bruce Beresford       | Philip Hobel         |
| 1983 (41. gála) | –––                              | Reuben, Reuben                    | Robert Ellis Miller   | Julius J. Epstein    |
| 1983 (41. gála) | Silkwood                         | Silkwood                          | Mike Nichols          | Alice Arlen          |
| 1984 (42. gála) | Amadeus                          | Amadeus                           | Miloš Forman          | Saul Zaentz          |
| 1984 (42. gála) | Gengszterek klubja               | The Cotton Club                   | Francis Ford Coppola  | Robert Evans         |
| 1984 (42. gála) | Gyilkos mezők                    | The Killing Fields                | Roland Joffé          | David Puttnam        |
| 1984 (42. gála) | Hely a szívemben                 | Places in the Heart               | Robert Benton         | Robert Benton        |
| 1984 (42. gála) | Katonatörténet                   | A Soldier's Story                 | Norman Jewison        | Norman Jewison       |
| 1985 (43. gála) | Távol Afrikától                  | Out of Africa                     | Sydney Pollack        | Sydney Pollack       |
| 1985 (43. gála) | A kis szemtanú                   | Witness                           | Peter Weir            | Edward S. Feldman    |
| 1985 (43. gála) | A Pókasszony csókja              | Kiss of the Spider Woman          | Hector Babenco        | David Weisman        |
| 1985 (43. gála) | Bíborszín                        | The Color Purple                  | Steven Spielberg      | Steven Spielberg     |
| 1985 (43. gála) | Szökevényvonat                   | Runaway Train                     | Andrej Koncsalovszkij | Richard Garcia       |
| 1986 (44. gála) | A szakasz                        | Platoon                           | Oliver Stone          | Arnold Kopelson      |
| 1986 (44. gála) | A misszió                        | The Mission                       | Roland Joffé          | Fernando Ghia        |
| 1986 (44. gála) | Állj mellém!                     | Stand by Me                       | Rob Reiner            | Bruce A. Evans       |
| 1986 (44. gála) | Egy kisebb isten gyermekei       | Children of a Lesser God          | Randa Haines          | Chris Bender         |
| 1986 (44. gála) | Mona Lisa                        | Mona Lisa                         | Neil Jordan           | Stephen Woolley      |
| 1986 (44. gála) | Szoba kilátással                 | A Room with a View                | James Ivory           | Ismail Merchant      |
| 1987 (45. gála) | Az utolsó császár                | The Last Emperor                  | Bernardo Bertolucci   | Jeremy Thomas        |
| 1987 (45. gála) | Kiálts szabadságot!              | Cry Freedom                       | Richard Attenborough  | Richard Attenborough |
| 1987 (45. gála) | A Nap birodalma                  | Empire of the Sun                 | Steven Spielberg      | Kathleen Kennedy     |
| 1987 (45. gála) | Végzetes vonzerő                 | Fatal Attraction                  | Adrian Lyne           | Stanley R. Jaffe     |
| 1987 (45. gála) | La Bamba                         | La Bamba                          | Luis Valdez           | Stuart Benjamin      |
| 1987 (45. gála) | Call girl ötszázért              | Nuts                              | Martin Ritt           | Teri Schwartz        |
| 1988 (46. gála) | Esőember                         | Rain Man                          | Barry Levinson        | Mark Johnson         |
| 1988 (46. gála) | A lét elviselhetetlen könnyűsége | The Unbearable Lightness of Being | Philip Kaufman        | Bertil Ohlsson       |
| 1988 (46. gála) | Az alkalmi turista               | The Accidental Tourist            | Lawrence Kasdan       | Phyllis Carlyle      |
| 1988 (46. gála) | Gorillák a ködben                | Gorillas in the Mist              | Michael Apted         | Peter Guber          |
| 1988 (46. gála) | Lángoló Mississippi              | Mississippi Burning               | Alan Parker           | Robert F. Colesberry |
| 1988 (46. gála) | Sikoly a sötétben                | A Cry in the Dark                 | Fred Schepisi         | Yoram Globus         |
| 1988 (46. gála) | Üresjárat                        | Running on Empty                  | Sidney Lumet          | Griffin Dunne        |
| 1989 (47. gála) | Született július 4-én            | Born on the Fourth of July        | Oliver Stone          | A. Kitman Ho         |
| 1989 (47. gála) | Az 54. hadtest                   | Glory                             | Edward Zwick          | Freddie Fields       |
| 1989 (47. gála) | Bűnök és vétkek                  | Crimes and Misdemeanors           | Woody Allen           | Charles H. Joffe     |
| 1989 (47. gála) | Holt költők társasága            | Dead Poets Society                | Peter Weir            | Paul Junger Witt     |
| 1989 (47. gála) | Szemet szemért                   | Do the Right Thing                | Spike Lee             | Spike Lee            |

### 1990-es évek
| Év              | Magyar cím                | Eredeti cím                   | Rendező              | Producer(ek)            |
| --------------- | ------------------------- | ----------------------------- | -------------------- | ----------------------- |
| 1990 (48. gála) | Farkasokkal táncoló       | Dances with Wolves            | Kevin Costner        | Kevin Costner           |
| 1990 (48. gála) | A Keresztapa III.         | The Godfather Part III        | Francis Ford Coppola | Francis Ford Coppola    |
| 1990 (48. gála) | A szerencse forgandó      | Reversal of Fortune           | Barbet Schroeder     | Edward R. Pressman      |
| 1990 (48. gála) | Avalon                    | Avalon                        | Barry Levinson       | Mark Johnson            |
| 1990 (48. gála) | Nagymenők                 | Goodfellas                    | Martin Scorsese      | Irwin Winkler           |
| 1991 (49. gála) | Bugsy                     | Bugsy                         | Barry Levinson       | Warren Beatty           |
| 1991 (49. gála) | A bárányok hallgatnak     | The Silence of the Lambs      | Jonathan Demme       | Kenneth Utt             |
| 1991 (49. gála) | Hullámok hercege          | The Prince of Tides           | Barbra Streisand     | Andrew Karsch           |
| 1991 (49. gála) | JFK – A nyitott dosszié   | JFK                           | Oliver Stone         | Arnon Milchan           |
| 1991 (49. gála) | Thelma és Louise          | Thelma & Louise               | Ridley Scott         | Mimi Polk Gitlin        |
| 1992 (50. gála) | Egy asszony illata        | Scent of a Woman              | Martin Brest         | Martin Brest            |
| 1992 (50. gála) | Egy becsületbeli ügy      | A Few Good Men                | Rob Reiner           | David Brown             |
| 1992 (50. gála) | Nincs bocsánat            | Unforgiven                    | Clint Eastwood       | Clint Eastwood          |
| 1992 (50. gála) | Síró játék                | The Crying Game               | Neil Jordan          | Stephen Woolley         |
| 1992 (50. gála) | Szellem a házban          | Howards End                   | James Ivory          | Ismail Merchant         |
| 1993 (51. gála) | Schindler listája         | Schindler's List              | Steven Spielberg     | Steven Spielberg        |
| 1993 (51. gála) | Apám nevében              | In the Name of the Father     | Jim Sheridan         | Jim Sheridan            |
| 1993 (51. gála) | Az ártatlanság kora       | The Age of Innocence          | Martin Scorsese      | Barbara De Fina         |
| 1993 (51. gála) | Napok romjai              | The Remains of the Day        | James Ivory          | Ismail Merchant         |
| 1993 (51. gála) | Zongoralecke              | The Piano                     | Jane Campion         | Jane Campion            |
| 1994 (52. gála) | Forrest Gump              | Forrest Gump                  | Robert Zemeckis      | Wendy Finerman          |
| 1994 (52. gála) | Kvíz show                 | Quiz Show                     | Robert Redford       | Robert Redford          |
| 1994 (52. gála) | Nell, a remetelány        | Nell                          | Michael Apted        | Jodie Foster            |
| 1994 (52. gála) | Ponyvaregény              | Pulp Fiction                  | Quentin Tarantino    | Lawrence Bender         |
| 1994 (52. gála) | Szenvedélyek viharában    | Legends of the Fall           | Edward Zwick         | Marshall Herskovitz     |
| 1995 (53. gála) | Értelem és érzelem        | Sense and Sensibility         | Ang Lee              | Laurie Borg             |
| 1995 (53. gála) | Apolló 13                 | Apollo 13                     | Ron Howard           | Brian Grazer            |
| 1995 (53. gála) | A rettenthetetlen         | Braveheart                    | Mel Gibson           | Mel Gibson              |
| 1995 (53. gála) | A szív hídjai             | The Bridges of Madison County | Clint Eastwood       | Clint Eastwood          |
| 1995 (53. gála) | Las Vegas, végállomás     | Leaving Las Vegas             | Mike Figgis          | Lila Cazès              |
| 1996 (54. gála) | Az angol beteg            | The English Patient           | Anthony Minghella    | Saul Zaentz             |
| 1996 (54. gála) | Hullámtörés               | Breaking the Waves            | Lars von Trier       | Peter Aalbæk Jensen     |
| 1996 (54. gála) | Larry Flynt, a provokátor | The People vs. Larry Flynt    | Miloš Forman         | Oliver Stone            |
| 1996 (54. gála) | Ragyogj!                  | Shine                         | Scott Hicks          | Jane Scott              |
| 1996 (54. gála) | Titkok és hazugságok      | Secrets & Lies                | Mike Leigh           | Simon Channing-Williams |
| 1997 (55. gála) | Titanic                   | Titanic                       | James Cameron        | James Cameron           |
| 1997 (55. gála) | Amistad                   | Amistad                       | Steven Spielberg     | Debbie Allen            |
| 1997 (55. gála) | A bunyós                  | The Boxer                     | Jim Sheridan         | Arthur Lappin           |
| 1997 (55. gála) | Good Will Hunting         | Good Will Hunting             | Gus Van Sant         | Lawrence Bender         |
| 1997 (55. gála) | Szigorúan bizalmas        | L.A. Confidential             | Curtis Hanson        | Curtis Hanson           |
| 1998 (56. gála) | Ryan közlegény megmentése | Saving Private Ryan           | Steven Spielberg     | Steven Spielberg        |
| 1998 (56. gála) | A suttogó                 | The Horse Whisperer           | Robert Redford       | Patrick Markey          |
| 1998 (56. gála) | Elizabeth                 | Elizabeth                     | Shekhar Kapur        | Tim Bevan               |
| 1998 (56. gála) | Érzelmek tengerében       | Gods and Monsters             | Bill Condon          | Paul Colichman          |
| 1998 (56. gála) | Truman Show               | The Truman Show               | Peter Weir           | Edward S. Feldman       |
| 1999 (57. gála) | Amerikai szépség          | American Beauty               | Sam Mendes           | Bruce Cohen             |
| 1999 (57. gála) | Egy kapcsolat vége        | The End of the Affair         | Neil Jordan          | Neil Jordan             |
| 1999 (57. gála) | Hurrikán                  | The Hurricane                 | Norman Jewison       | Armyan Bernstein        |
| 1999 (57. gála) | A bennfentes              | The Insider                   | Michael Mann         | Pieter Jan Brugge       |
| 1999 (57. gála) | A tehetséges Mr. Ripley   | The Talented Mr. Ripley       | Anthony Minghella    | William Horberg         |

### 2000-es évek
| Év              | Magyar cím                                | Eredeti cím                                       | Rendező                     | Producer(ek)            |
| --------------- | ----------------------------------------- | ------------------------------------------------- | --------------------------- | ----------------------- |
| 2000 (58. gála) | Gladiátor                                 | Gladiator                                         | Ridley Scott                | Douglas Wick            |
| 2000 (58. gála) | A napfény íze                             | Sunshine                                          | Szabó István                | Hámori András           |
| 2000 (58. gála) | Billy Elliot                              | Billy Elliot                                      | Stephen Daldry              | Charles Brand           |
| 2000 (58. gála) | Erin Brockovich – Zűrös természet         | Erin Brockovich                                   | Steven Soderbergh           | Danny DeVito            |
| 2000 (58. gála) | Wonder Boys – Pokoli hétvége              | Wonder Boys                                       | Curtis Hanson               | Curtis Hanson           |
| 2000 (58. gála) | Traffic                                   | Traffic                                           | Steven Soderbergh           | Edward Zwick            |
| 2001 (59. gála) | Egy csodálatos elme                       | A Beautiful Mind                                  | Ron Howard                  | Brian Grazer            |
| 2001 (59. gála) | A Gyűrűk Ura: A Gyűrű Szövetsége          | The Lord of the Rings: The Fellowship of the Ring | Peter Jackson               | Barrie M. Osborne       |
| 2001 (59. gála) | A hálószobában                            | In the Bedroom                                    | Todd Field                  | Todd Field              |
| 2001 (59. gála) | Az ember, aki ott se volt                 | The Man Who Wasn't There                          | Joel Coen                   | Ethan Coen              |
| 2001 (59. gála) | Mulholland Drive – A sötétség útja        | Mulholland Drive                                  | David Lynch                 | Pierre Edelman          |
| 2002 (60. gála) | Az órák                                   | The Hours                                         | Stephen Daldry              | Robert Fox              |
| 2002 (60. gála) | A Gyűrűk Ura: A két torony                | The Lord of the Rings: The Two Towers             | Peter Jackson               | Barrie M. Osborne       |
| 2002 (60. gála) | A zongorista                              | The Pianist                                       | Roman Polański              | Roman Polański          |
| 2002 (60. gála) | New York bandái                           | Gangs of New York                                 | Martin Scorsese             | Alberto Grimaldi        |
| 2002 (60. gála) | Schmidt története                         | About Schmidt                                     | Alexander Payne             | Michael Besman          |
| 2003 (61. gála) | A Gyűrűk Ura: A király visszatér          | The Lord of the Rings: The Return of the King     | Peter Jackson               | Barrie M. Osborne       |
| 2003 (61. gála) | Hideghegy                                 | Cold Mountain                                     | Anthony Minghella           | Albert Berger           |
| 2003 (61. gála) | Kapitány és katona: A világ túlsó oldalán | Master and Commander: The Far Side of the World   | Peter Weir                  | Peter Weir              |
| 2003 (61. gála) | Titokzatos folyó                          | Mystic River                                      | Clint Eastwood              | Robert Lorenz           |
| 2003 (61. gála) | Vágta                                     | Seabiscuit                                        | Gary Ross                   | Kathleen Kennedy        |
| 2004 (62. gála) | Aviátor                                   | The Aviator                                       | Martin Scorsese             | Michael Mann            |
| 2004 (62. gála) | Én, Pán Péter                             | Finding Neverland                                 | Marc Forster                | Richard N. Gladstein    |
| 2004 (62. gála) | Hotel Ruanda                              | Hotel Rwanda                                      | Terry George                | Terry George            |
| 2004 (62. gála) | Kinsey                                    | Kinsey                                            | Bill Condon                 | Gail Mutrux             |
| 2004 (62. gála) | Közelebb                                  | Closer                                            | Mike Nichols                | Patrick Marber          |
| 2004 (62. gála) | Millió dolláros bébi                      | Million Dollar Baby                               | Clint Eastwood              | Clint Eastwood          |
| 2005 (63. gála) | Brokeback Mountain – Túl a barátságon     | Brokeback Mountain                                | Ang Lee                     | Diana Ossana            |
| 2005 (63. gála) | Az elszánt diplomata                      | The Constant Gardener                             | Fernando Meirelles          | Simon Channing-Williams |
| 2005 (63. gála) | Erőszakos múlt                            | A History of Violence                             | David Cronenberg            | Chris Bender            |
| 2005 (63. gála) | Jó estét, jó szerencsét!                  | Good Night, and Good Luck                         | George Clooney              | Grant Heslov            |
| 2005 (63. gála) | Match Point                               | Match Point                                       | Woody Allen                 | Letty Aronson           |
| 2006 (64. gála) | Bábel                                     | Babel                                             | Alejandro González Iñárritu | Steve Golin             |
| 2006 (64. gála) | A királynő                                | The Queen                                         | Stephen Frears              | François Ivernel        |
| 2006 (64. gála) | Apró titkok                               | Little Children                                   | Todd Field                  | Albert Berger           |
| 2006 (64. gála) | A tégla                                   | The Departed                                      | Martin Scorsese             | Brad Grey               |
| 2006 (64. gála) | Bobby                                     | Bobby                                             | Emilio Estevez              | Anthony Hopkins         |
| 2007 (65. gála) | Vágy és vezeklés                          | Atonement                                         | Joe Wright                  | Tim Bevan               |
| 2007 (65. gála) | Amerikai gengszter                        | American Gangster                                 | Ridley Scott                | Brian Grazer            |
| 2007 (65. gála) | A nagy vitázók                            | The Great Debaters                                | Denzel Washington           | Oprah Winfrey           |
| 2007 (65. gála) | Eastern Promises – Gyilkos ígéretek       | Eastern Promises                                  | David Cronenberg            | Paul Webster            |
| 2007 (65. gála) | Michael Clayton                           | Michael Clayton                                   | Tony Gilroy                 | Sydney Pollack          |
| 2007 (65. gála) | Nem vénnek való vidék                     | No Country for Old Men                            | Joel és Ethan Coen          | Joel és Ethan Coen      |
| 2007 (65. gála) | Vérző olaj                                | There Will Be Blood                               | Paul Thomas Anderson        | Paul Thomas Anderson    |
| 2008 (66. gála) | Gettómilliomos                            | Slumdog Millionaire                               | Danny Boyle                 | Christian Colson        |
| 2008 (66. gála) | A felolvasó                               | The Reader                                        | Stephen Daldry              | Anthony Minghella       |
| 2008 (66. gála) | A szabadság útjai                         | Revolutionary Road                                | Sam Mendes                  | Bobby Cohen             |
| 2008 (66. gála) | Benjamin Button különös élete             | The Curious Case of Benjamin Button               | David Fincher               | Kathleen Kennedy        |
| 2008 (66. gála) | Frost/Nixon                               | Frost/Nixon                                       | Ron Howard                  | Tim Bevan               |
| 2009 (67. gála) | Avatar                                    | Avatar                                            | James Cameron               | Jon Landau              |
| 2009 (67. gála) | A bombák földjén                          | The Hurt Locker                                   | Kathryn Bigelow             | Kathryn Bigelow         |
| 2009 (67. gála) | Becstelen brigantyk                       | Inglourious Basterds                              | Quentin Tarantino           | Lawrence Bender         |
| 2009 (67. gála) | Egek ura                                  | Up in the Air                                     | Jason Reitman               | Daniel Dubiecki         |
| 2009 (67. gála) | Precious – A boldogság ára                | Precious                                          | Lee Daniels                 | Lisa Cortes             |

### 2010-es évek
| Év              | Magyar cím                            | Eredeti cím                               | Rendező                       | Producer(ek)       |
| --------------- | ------------------------------------- | ----------------------------------------- | ----------------------------- | ------------------ |
| 2010 (68. gála) | Social Network – A közösségi háló     | The Social Network                        | David Fincher                 | Scott Rudin        |
| 2010 (68. gála) | A harcos                              | The Fighter                               | David O. Russell              | David Hoberman     |
| 2010 (68. gála) | A király beszéde                      | The King's Speech                         | Tom Hooper                    | Iain Canning       |
| 2010 (68. gála) | Eredet                                | Inception                                 | Christopher Nolan             | Emma Thomas        |
| 2010 (68. gála) | Fekete hattyú                         | Black Swan                                | Darren Aronofsky              | Mike Medavoy       |
| 2011 (69. gála) | Utódok                                | The Descendants                           | Alexander Payne               | Jim Burke          |
| 2011 (69. gála) | A hatalom árnyékában                  | The Ides of March                         | George Clooney                | George Clooney     |
| 2011 (69. gála) | A leleményes Hugo                     | Hugo                                      | Martin Scorsese               | Johnny Depp        |
| 2011 (69. gála) | A segítség                            | The Help                                  | Tate Taylor                   | Chris Columbus     |
| 2011 (69. gála) | Hadak útján                           | War Horse                                 | Steven Spielberg              | Kathleen Kennedy   |
| 2011 (69. gála) | Pénzcsináló                           | Moneyball                                 | Bennett Miller                | Michael De Luca    |
| 2012 (70. gála) | Az Argo-akció                         | Argo                                      | Ben Affleck                   | Ben Affleck        |
| 2012 (70. gála) | Django elszabadul                     | Django Unchained                          | Quentin Tarantino             | Stacey Sher        |
| 2012 (70. gála) | Lincoln                               | Lincoln                                   | Steven Spielberg              | Kathleen Kennedy   |
| 2012 (70. gála) | Pi élete                              | Life of Pi                                | Ang Lee                       | Gil Netter         |
| 2012 (70. gála) | Zero Dark Thirty – A Bin Láden hajsza | Zero Dark Thirty                          | Kathryn Bigelow               | Kathryn Bigelow    |
| 2013 (71. gála) | 12 év rabszolgaság                    | 12 Years a Slave                          | Steve McQueen                 | Brad Pitt          |
| 2013 (71. gála) | Gravitáció                            | Gravity                                   | Alfonso Cuarón                | Alfonso Cuarón     |
| 2013 (71. gála) | Hajsza a győzelemért                  | Rush                                      | Ron Howard                    | Andrew Eaton       |
| 2013 (71. gála) | Phillips kapitány                     | Captain Phillips                          | Paul Greengrass               | Michael De Luca    |
| 2013 (71. gála) | Philomena – Határtalan szeretet       | Philomena                                 | Stephen Frears                | Gabrielle Tana     |
| 2014 (72. gála) | Sráckor                               | Boyhood                                   | Richard Linklater             | Richard Linklater  |
| 2014 (72. gála) | A mindenség elmélete                  | The Theory of Everything                  | James Marsh                   | Tim Bevan          |
| 2014 (72. gála) | Foxcatcher                            | Foxcatcher                                | Bennett Miller                | Megan Ellison      |
| 2014 (72. gála) | Kódjátszma                            | The Imitation Game                        | Morten Tyldum                 | Nora Grossman      |
| 2014 (72. gála) | Selma                                 | Selma                                     | Ava DuVernay                  | Dede Gardner       |
| 2015 (73. gála) | A visszatérő                          | The Revenant                              | Alejandro González Iñárritu   | Steve Golin        |
| 2015 (73. gála) | A szoba                               | Room                                      | Lenny Abrahamson              | Ed Guiney          |
| 2015 (73. gála) | Carol                                 | Carol                                     | Todd Haynes                   | Elizabeth Karlsen  |
| 2015 (73. gála) | Mad Max – A harag útja                | Mad Max: Fury Road                        | George Miller                 | Doug Mitchell      |
| 2015 (73. gála) | Spotlight – Egy nyomozás részletei    | Spotlight                                 | Tom McCarthy                  | Steve Golin        |
| 2016 (74. gála) | Holdfény                              | Moonlight                                 | Barry Jenkins                 | Dede Gardner       |
| 2016 (74. gála) | A fegyvertelen katona                 | Hacksaw Ridge                             | Mel Gibson                    | Terry Benedict     |
| 2016 (74. gála) | A préri urai                          | Hell or High Water                        | David Mackenzie               | Peter Berg         |
| 2016 (74. gála) | A régi város                          | Manchester by the Sea                     | Kenneth Lonergan              | Lauren Beck        |
| 2016 (74. gála) | Oroszlán                              | Lion                                      | Garth Davis \| \|Iain Canning |                    |
| 2017 (75. gála) | Három óriásplakát Ebbing határában    | Three Billboards Outside Ebbing, Missouri | Martin McDonagh               | Graham Broadbent   |
| 2017 (75. gála) | A Pentagon titkai                     | The Post                                  | Steven Spielberg              | Steven Spielberg   |
| 2017 (75. gála) | A víz érintése                        | The Shape of Water                        | Guillermo del Toro            | Guillermo del Toro |
| 2017 (75. gála) | Dunkirk                               | Dunkirk                                   | Christopher Nolan             | Christopher Nolan  |
| 2017 (75. gála) | Szólíts a neveden                     | Call Me by Your Name                      | Luca Guadagnino               | Peter Spears       |
| 2018 (76. gála) | Bohém rapszódia                       | Bohemian Rhapsody                         | Bryan Singer                  | Graham King        |
| 2018 (76. gála) | Csillag születik                      | A Star Is Born                            | Bradley Cooper                | Bill Gerber        |
| 2018 (76. gála) | Csuklyások – BlacKkKlansman           | BlacKkKlansman                            | Spike Lee                     | Sean McKittrick    |
| 2018 (76. gála) | Fekete Párduc                         | Black Panther                             | Ryan Coogler                  | Kevin Feige        |
| 2018 (76. gála) | Ha a Beale utca mesélni tudna         | If Beale Street Could Talk                | Barry Jenkins                 | Adele Romanski     |
| 2019 (77. gála) | 1917                                  | 1917                                      | Sam Mendes                    | Sam Mendes         |
| 2019 (77. gála) | Az ír                                 | The Irishman                              | Martin Scorsese               | Robert De Niro     |
| 2019 (77. gála) | A két pápa                            | The Two Popes                             | Fernando Meirelles            | Dan Lin            |
| 2019 (77. gála) | Joker                                 | Joker                                     | Todd Phillips                 | Todd Phillips      |
| 2019 (77. gála) | Házassági történet                    | Marriage Story                            | Noah Baumbach                 | David Heyman       |

### 2020-as évek
| Év                         | Magyar cím                 | Eredeti cím           | Rendező                      | Producer(ek) |
| -------------------------- | -------------------------- | --------------------- | ---------------------------- | ------------ |
| 2020 (78. gála)            |                            |                       |                              |              |
| A nomádok földje           | Nomadland                  | Chloé Zhao            | Frances McDormand            |              |
| A chicagói 7-ek tárgyalása | The Trial of the Chicago 7 | Aaron Sorkin          | Stuart M. Besser             |              |
| Az apa                     | The Father                 | Florian Zeller        | David Parfitt                |              |
| Ígéretes fiatal nő         | Promising Young Woman      | Emerald Fennell       | Josey McNamara               |              |
| Mank                       | Mank                       | David Fincher         | Ceán Chaffin                 |              |
| 2021 (79. gála)            |                            |                       |                              |              |
| A kutya karmai közt        | The Power of the Dog       | Jane Campion          | Emile Sherman                |              |
| Belfast                    | Belfast                    | Kenneth Branagh       | Laura Berwick                |              |
| CODA                       | CODA                       | Sian Heder            | Fabrice Gianfermi            |              |
| Dűne                       | Dune                       | Denis Villeneuve      | Mary Parent                  |              |
| Richard király             | King Richard               | Reinaldo Marcus Green | Tim White                    |              |
| 2022 (80. gála)            |                            |                       |                              |              |
| A Fabelman család          | The Fabelmans              | Steven Spielberg      | Kristie Macosko Krieger      |              |
| Avatar: A víz útja         | Avatar: The Way of Water   | James Cameron         | James Cameron                |              |
| Elvis                      | Elvis                      | Baz Luhrmann          | Baz Luhrmann                 |              |
| Tár                        | Tár                        | Todd Field            | Todd Field                   |              |
| Top Gun: Maverick          | Top Gun: Maverick          | Joseph Kosinski       | Jerry Bruckheimer            |              |
| 2023 (81. gála)            |                            |                       |                              |              |
| Oppenheimer                | Oppenheimer                | Christopher Nolan     | Emma Thomas                  |              |
| Egy zuhanás anatómiája     | Anatomie d'une chute       | Justine Triet         | Marie-Ange Luciani           |              |
| Előző életek               | Past Lives                 | Celine Song           | David Hinojosa               |              |
| Érdekvédelmi terület       | The Zone of Interest       | Jonathan Glazer       | James Wilson                 |              |
| Maestro                    | Maestro                    | Bradley Cooper        | Martin Scorsese              |              |
| Megfojtott virágok         | Killers of the Flower Moon | Martin Scorsese       | Dan Friedkin                 |              |
| 2024 (82. gála)            |                            |                       |                              |              |
| A brutalista               | The Brutalist              | Brady Corbet          | Trevor Matthews              |              |
| Dűne: Második rész         | Dune: Part Two             | Denis Villeneuve      | Mary Parent                  |              |
| Konklávé                   | Conclave                   | Edward Berger         | Tessa Ross                   |              |
| Szeptember 5.              | September 5                | Tim Fehlbaum          | Philipp Trauer               |              |
| Sehol se otthon            | A Complete Unknown         | James Mangold         | Fred Berger                  |              |
| A Nickel-fiúk              | Nickel Boys                | RaMell Ross           | Dede Gardner, Jeremy Kleiner |              |